# 苏村唐太宗庙
苏村唐太宗庙，位于山西省晋城市陵川县礼义镇西伞村苏村。

## 保护
2020年7月，苏村唐太宗庙公布为第二批陵川县文物保护单位，编号2-14。2021年8月4日，苏村唐太宗庙公布为第六批山西省文物保护单位，古建筑类，编号6-230。